# Caius Cocceius Balbus
Caius Cocceius Balbus est un homme politique de la fin de la République romaine, consul suffect en 39 av. J.-C.

## Famille
Il est membre de la gens plébéienne Cocceia, qui est originaire d'Ombrie. C'est un partisan de Marc Antoine, à l'instar de Marcus Cocceius Nerva, consul en 36 av. J.-C., et de Lucius Cocceius Nerva, utilisé pour ses talents de diplomate.

## Biographie
Il est probablement élu préteur en 42 av. J.-C. et il est nommé consul suffect en 39 av. J.-C. en remplacement de Lucius Marcius Censorinus.
Vers 35 av. J.-C., il sert comme proconsul de Macédoine ou comme légat en Grèce. Pendant son service, il est acclamé imperator par ses troupes.
Il abandonne finalement Antoine à la veille de la dernière Guerre civile de la République romaine pour apporter son soutien à Octavien après le divorce d'Antoine et Octavie la Jeune, sœur du futur empereur.